# Rachel Brosnahan
Rachel Brosnahan (Milwaukee, Wisconsin, 12 de juliol de 1990) és una actriu estatunidenca. Coneguda per les seves interpretacions a sèries de televisió com House of Cards, Manhattan i com a protagonista a la sèrie d'Amazon Video The Marvelous Mrs. Maisel, per la que va obtenir un Globus d'Or com a millor actriu en sèrie de televisió comèdia o musical i també l'Emmy a la millor actriu en sèrie comèdia en el seu paper de Miriam 'Midge' Maisel.

## Biografia
Nascuda el 1990 a Milwaukee, Wisconsin, als quatre anys va anar a viure amb la seva família a Highland Park, Illinois. Es va graduar a l'Institut Lee Strasberg de Teatre i Cinema, associat a la Tisch School of the Arts de la Universitat de Nova York. Encara estudiant va començar en petites aparicions en diverses sèries com Gossip Girl, The Good Wife, In Treatment. En l'adaptació estatunidenca de House of Cards, estrenada a Netflix, va tenir un petit paper en la primera temporada que va evolucionar en el personatge de Rachel Posner en la segona i tercera temporada, interpretació que li va suposar una nominació als Emmy com a actriu convidada en sèrie dramàtica. Ha tingut participacions recurrents en la primera temporada de la sèrie policíaca The Blacklist i en les dues temporades de la sèrie dramàtica Manhattan (2014-2015) interpretant Abby Isaacs.
Va formar part del repartimient de la primera sèrie per a televisió dirigida per Woody Allen, Crisis in Six Scenes (2016), una comèdia romàntica de sis episodis, ambientada als anys 60 estrenada a Amazon Prime. També en aquesta plataforma Brosnahan protagonitza la sèrie The Marvelous Mrs. Maisel, obtenint pel seu paper de Miriam 'Midge' Maisel el Globus d'Or a la millor actriu en sèrie còmica, l'Emmy a la millor actriu en sèrie comèdia en la seva 70 edició i el premi de la Crítica a la millor actriu en sèrie comèdia als Critics' Choice Awards

## Filmografia

### Cinema
| Any  | Títol                        | Paper               | Notes |
| ---- | ---------------------------- | ------------------- | ----- |
| 2009 | El nonat (The Unborn)        | Lisa                |       |
| 2009 | The Truth About Average Guys | Molly               |       |
| 2011 | Coming Up Roses              | Alice               |       |
| 2012 | Nor'easter                   | Abby Green          |       |
| 2013 | Beautiful Creatures          | Genevieve Duchannes |       |
| 2013 | Care                         | Drea                | Curt  |
| 2013 | A New York Heartbeat         | Tamara              |       |
| 2013 | Munchausen                   | Girl                | Curt  |
| 2013 | Adrift                       | Alex                | Curt  |
| 2013 | Basically                    | Shandy              | Curt  |
| 2014 | The Smut Locker              | Jamie White         | Curt  |
| 2014 | I’m Obsessed with You        | Nell Fitzpatrick    |       |
| 2015 | Louder Than Bombs            | Erin                |       |
| 2015 | James White                  | Girl                |       |
| 2016 | The Finest Hours             | Bea Hansen          |       |
| 2016 | Burn Country                 | Sandra              |       |
| 2016 | Patriots Day                 | Jessica Kensky      |       |

### Televisió
| Any       | Títol                     | Paper                           | Notes |
| --------- | ------------------------- | ------------------------------- | --- |
| 2010      | Mercy                     | Samantha                        | Episodi: "We're All Adults" |
| 2010      | Gossip Girl               | noia                            | Episodi: "It's a Dad, Dad, Dad, Dad World" |
| 2010      | The Good Wife             | Caitlin Fenton                  | Episodi: "Poisoned Pill" |
| 2010      | In Treatment              | Noia amb trastorn d'alimentació | Episodi: "Jesse Week Six" |
| 2011      | CSI: Miami                | Melanie Garland                 | Episodi: "Countermeasures" |
| 2013–15   | House of Cards            | Rachel Posner                   | 19 episodis Nominada—Emmy actriu convidada en sèrie dramàtica |
| 2013      | Grey's Anatomy            | Brian Weston                    | Episodi: "The Face of Change" |
| 2013      | Orange Is the New Black   | Little Allie                    | Episodi: "Bora Bora Bora" |
| 2014      | Olive Kitteridge          | Patty Howe                      | Episod1: "Incoming Tide" |
| 2014      | The Blacklist             | Jolene Parker/Lucy Brooks       | 6 episodis |
| 2014      | Black Box                 | Delilah                         | 5 episodis |
| 2014–15   | Manhattan                 | Abby Isaacs                     | 23 episodis |
| 2015      | The Dovekeepers           | Yael                            | 2 episodis |
| 2016      | Crisis in Six Scenes      | Ellie                           | 4 episodis |
| 2017–2023 | The Marvelous Mrs. Maisel | Miriam "Midge" Maisel           | 8 episodis Globus d'Or a la millor actriu en sèrie de televisió musical o còmica Emmy a la millor actriu en sèrie comèdia Premi de la crítica la millor actriu en sèrie de comèdia 2018 |